# Kalafina
Kalafina (яп. カラフィナ Карафина) — японская группа, основанная композитором Юки Кадзиурой в 2007 году для исполнения саундтреков к аниме Kara no Kyoukai (яп. 空の境界, «Граница пустоты»). Известны своими саундтреками ко многим популярным аниме, в числе которых Kuroshitsuji (яп. 黒執事, «Тёмный дворецкий»), Eve no Jikan (яп. イヴの時間, «Время Евы»), So Ra No Wo To (яп. ソ・ラ・ノ・ヲ・ト, «Звуки небес»), Minna no Uta (яп. みんなのうた, «Песни для всех»), Puella Magi Madoka Magica, Aldnoah.Zero, Fate/Zero, Fate/stay night и Arslan Senki (яп. アルスラーン戦記, «Сказание об Арслане»), а также документальный телесериал Rekishi Hiwa Historia (яп. 歴史秘話ヒストリア).
Дата создания группы считается 23 января 2007 года.
Непосредственно выступления на публике группа начала не ранее апреля-мая 2008 года, когда состоялся первый концертный тур Dream Port при сотрудничестве композитора-мультиинструменталиста Revo и Юки Кадзиуры. На этих концертах в числе певиц из Sound Horizon и FictionJunction были представлены Вакана и Кэйко, которые затем стали петь в отдельном составе на постоянной основе вместе с присоединившимися позднее Хикару и Маей. У самого же слова Kalafina нет никакого значения. Кадзиура выбрала это название по причине его особой мелодичности.
В начале 2015 года группа в течение двух дней выступала на знаменитой японской арене «Ниппон Будокан». В марте 2016 года вышел первый совместный сингл Kalafina в сотрудничестве с известным японским певцом, композитором и актёром Синдзи Танимурой под названием «Alcira no Hoshi» (яп. アルシラの星, «Звёзды Альсиры»). 7 ноября 2017 состоялся первый акустический концерт тура "Kalafina Acoustic Tour 2017～“＋ONE”with Strings" в "Harmony Hall Zama", Канагава. 23 января 2018 состоялся концерт "Kalafina 10th Anniversary"  на японской арене «Ниппон Будокан». Выступление было посвящено десятилетию группы. Весь сет-лист был составлен по результатам голосования на специальном сайте для фанов .
После ухода из агентства Space Craft Produce композитора Юки Кадзиура (февраль 2018), Кэйко Кубота (апрель 2018), Хикару Масаи (октябрь 2018), в марте 2019 года агентство объявило о распаде группы.
3 октября 2024 года Кэйко, Вакана и Хикару объявили, что они воссоединились благодаря поддержке фанатов, и на 15 января 2025 года в честь их годовщины запланирован концерт в Tokyo Garden Theater с Сатоси Такэбэ в качестве музыкального продюсера. В тот же день, когда было объявлено о воссоединении, Юки Кадзиура призналась, что ее не проинформировали заранее, и написала: "Я думаю, что с этого момента все в Kalafina решили оставить меня в качестве продюсера и идти своим путем в качестве новой Kalafina без моего ведома".

## Участники
- Композитор:
  - Юки Кадзиура (яп. 梶浦由記 Кадзиура Юки) — помимо написания музыки, является автором текстов, аранжировщиком, бэк-вокалисткой (в ряде композиций) и продюсером группы. В феврале 2018 года покинула агентство Space Craft.
- Вокал:
  - Вакана Отаки[яп.] (яп. 大滝若菜 О:таки Вакана) — одна из двух первоначальных вокалисток группы, также сотрудничала с Юки Кадзиурой в дуэте FictionJunction WAKANA. Голос: сопрано.
  - Кэйко Кубота[яп.] (яп. 窪田啓子 Кубота Кэйко) — одна из двух первоначальных вокалисток группы, также сотрудничала с Юки Кадзиурой в дуэте FictionJunction KEIKO. Голос: контральто. В апреле 2018 после 10 лет сотрудничества покинула группу.[4]
  - Хикару Масаи[яп.] (яп. 政井光 Масаи Хикару) — присоединилась к группе после прослушиваний среди 30 000 претендентов в мае 2008 года. Голос: меццо-сопрано. Официально покинула агентство Space Craft Produce в октябре 2018 года.
  - Мая Тоёсима (яп. 豊島摩耶 Тоёсима Мая) — присоединилась к группе одновременно с Масаи в мае 2008. В мае 2009 года Sony Music официально заявила об уходе Тоёсимы из группы

## Дискография

### Студийные альбомы
- Re/oblivious (EP) (2008)
- Seventh Heaven (с англ. — «Седьмое небо») (2009)
- Red Moon (с англ. — «Красная луна») (2010)
- After Eden (с англ. — «После рая») (2011)
- Consolation (с англ. — «Утешение») (2013)
- far on the water (с англ. — «Вдали на воде») (2015)

### Концертные альбомы
- Kalafina 5th Anniversary LIVE SELECTION 2009–2012 (2013)
- Kalafina 8th Anniversary Special products The Live Album「Kalafina LIVE TOUR 2014」at Tokyo International Forum Hall A (2016)

### Акустические альбомы
- Winter Acoustic “Kalafina with Strings” (2016)

### Сборники
- THE BEST “Red” (2014)
- THE BEST “Blue” (2014)
- Kalafina All Time Best 2008–2018 (2018)

### Синглы
- «oblivious» (с англ. — «Забвенно») (2008)
- «sprinter» (с англ. — «Спринтер») / «ARIA» (с итал. — «Ария») (2008)
- «fairytale» (с англ. — «Сказка») (2008)
- «Lacrimosa» (с лат. — «Полная слёз») (2009)
- «storia» (с итал. — «История») (2009)
- «progressive» (с англ. — «Поступательная») (2009)
- «Hikari no Senritsu» (яп. 光の旋律, «Мелодия света») (2010)
- «Kagayaku Sora no Shijima ni wa» (яп. 輝く空の静寂には, «В тиши сияющих небес») (2010)
- «Magia» (с лат. — «Магия») (2011)
- «to the beginning» (с англ. — «К истоку») (2012)
- «moonfesta» (яп. moonfesta ～ムーンフェスタ～, «Фестиваль луны») (2012)
- «Hikari Furu» (яп. ひかりふる, «Падающий свет») (2012)
- «Alleluia» (яп. アレルヤ, «Аллилуйя») (2013)
- «Kimi no Gin no Niwa» (яп. 君の銀の庭, «Твой серебряный сад») (2013)
- «heavenly blue» (с англ. — «Небесная синева») (2014)
- «believe» (с англ. — «Поверь») (2014)
- «ring your bell» (с англ. — «Позвони в свой колокольчик») (2015)
- «One Light» (с англ. — «Единственный луч света») (2015)
- «Alcira no Hoshi» (яп. アルシラの星, «Звёзды Альсиры») (2016)
- «blaze» (с англ. — «Пламя») (2016)
- «into the world» (с англ. — «Направляясь в этот мир») / «Μärchen» (яп. メルヒェン, «Небылица») (2017)
- «Hyakka Ryouran» (яп. 百火撩乱, «Буйно цветущая сотня костров») (2017)

### Видеоальбомы
- Kalafina LIVE 2010 “Red Moon” at JCB HALL (2010)
- Kalafina “After Eden” Special LIVE 2011 at TOKYO DOME CITY HALL (2012)
- Kalafina LIVE TOUR 2013 “Consolation” Special Final at TOKYO INTERNATIONAL FORUM HALL A (2013)
- Kalafina LIVE THE BEST 2015 “Red Day” at Nippon Budokan (2015)
- Kalafina LIVE THE BEST 2015 “Blue Day” at Nippon Budokan (2015)
- Kalafina LIVE TOUR 2015~2016 “far on the water” Special FINAL at Tokyo International Forum Hall A (2016)
- Kalafina Arena LIVE 2016 at Nippon Budokan (2017)
- Kalafina 9+ONE at Tokyo International Forum Hall A (2017)
- Kalafina 10th Anniversary LIVE 2018 at Nippon Budokan (2018)